# Aeródromo del Ejército Auxiliar de Erwin
El Aeródromo del Ejército Auxiliar de Erwin es un antiguo aeródromo de la Segunda Guerra Mundial, ubicado cerca de Newport (Arkansas). El sitio, ahora en uso agrícola, está al sur de la ciudad, al noreste del cruce de la autopista 14 de Arkansas y la ruta 67 de los Estados Unidos. Tenía dos pistas de aterrizaje, que formaban una X. Cada una tenía entre 40 y 46 metros (131 y 151 pies) de ancho y 1375 pies (419 m) de largo, con calles de rodaje. El aeródromo se construyó en 1942 como Aeródromo del ejército en Newport (ahora conocido como Aeropuerto Municipal de Newport) y se utilizó para entrenamiento y ejercicios militares. Se reactivó brevemente entre 1946 y 1949, pero se abandonó definitivamente en algún momento antes de 1964.
Fue incluido en el Registro Nacional de Lugares Históricos en 2008. El número de referencia NRHP es 08000954.